# Кетрін Джонсон (математик)
Кетрін Колмен Гобл Джонсон (англ. Katherine Coleman Goble Johnson, 26 серпня 1918 — 24 лютого 2020) — афроамериканка, математикиня , чиї розрахунки орбітальної механіки як працівниці НАСА мали вирішальне значення для успіху першого і наступних пілотованих космічних польотів США. У ході своєї 35-річної кар'єри в НАСА і її організації-попередниці, вона заслужила репутацію майстра складних ручних обчислень і допомогла космічному управлінню стати піонером у використанні комп'ютерів для виконання завдань.
Робота Джонсон включала обчислення траєкторій, стартових вікон та аварійного зворотного шляху для космічних польотів проекту Меркурій (у тому числі астронавтів Алана Шепарда, першого американця в космосі, і Джона Гленна, першого американця на орбіті) і шлях зближення місячного посадкового модуля і командного модуля Аполлон під час польотів на Місяць. Її розрахунки були важливі для початку програми Спейс Шаттл, а також вона працювала над планами місії на Марс. У 2015 році президент Барак Обама нагородив Джонсон Президентською медаллю Свободи. Тараджі П. Генсон зіграла роль Кетрін Джонсон у фільмі «Приховані фігури».

## Раннє життя
Кетрін Колмен народилася у 1918 році у Вайт-Салфер-Спрінгс, Західна Вірджинія у сім'ї Джойлетт і Джошуа Колменів. Вона була наймолодшою з чотирьох дітей. Її мати працювала вчителькою, а батько лісорубом, фермером і майстром у готелі Грінбрір.
Високі математичні здібності Джонсон демонструвала з раннього віку. Оскільки в окрузі Грінбрір не було державних шкіл для афроамериканських учнів старших класів, Колмени організували навчання своїх дітей у старшій школі поселення Інститут. Ця школа розташовувалася на території Коледжу Західної Вірджинії (WVSC, тепер Університет штату Західна Вірджинія). Джонсон прийняли до школи, коли їй було всього 10 років. Сім'я проводила час в Інституті під час навчального року й у Вайт-Салфер-Спрінгс улітку.
Джонсон закінчила середню школу в 14 років і вступила до історично «чорношкірого» Коледжу Західної Вірджинії. Студенткою, вона брала кожен курс з математики, запропонований коледжем. Кілька професорів були її наставниками, у тому числі і хімік і математик Енджі Тернер Кінг, який також навчав дівчину у старшій школі, та Вільям Шіфеллін Клейтор, третій афроамериканець, який отримав докторський ступінь з математики. Клейтор додав нові математичні курси виключно для Кетрін. Вона закінчила з відзнакою summa cum laude у 1937 році, зі ступенями з математики і французької мови, у віці 18 років. Після коледжу вона почала працювати вчителем у чорношкірій державній школі в Маріоні, штат Вірджинія.
У 1939 році, після шлюбу зі своїм першим чоловіком, Джеймсом Гоблом, Джонсон залишила свою вчительську роботу і вступила на університетську програму з математики. Вона покинула її через рік через вагітність, вирішивши зосередитися на родині. На момент вступу, вона була першою афроамериканкою, котра відвідувала Університет Західної Вірджинії в Моргантауні, Західна Вірджинія. Завдяки президенту WVSC доктору Джону В. Девісу, вона стала однією з трьох афроамериканських студентів і єдина жінка, обраних для інтегрованої вищої школи після того, як Верховний суд США виніс рішення у справі Міссурі ex rel. Гейнс проти Канади (1938). Суд постановив, що штати, в яких надається державна вища освіта для білошкірих студентів, також повинні надавати її для чорношкірих студентів, що має досягатися або шляхом створення «чорношкірих» коледжів і університетів, або зарахуванням чорношкірих студентів до «виключно білошкірих» університетів.

## Кар'єра

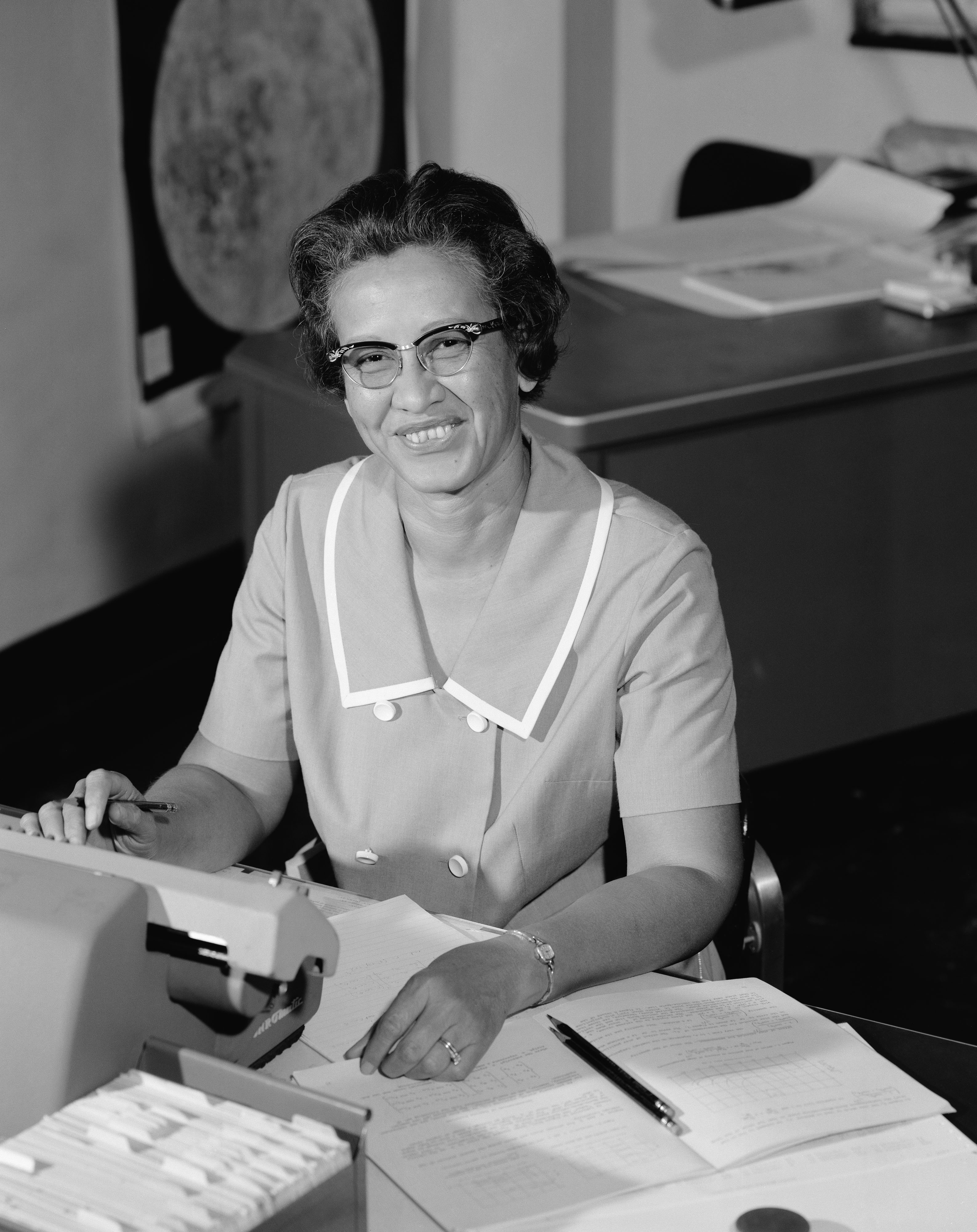
Джонсон у НАСА, 1966 рік

Джонсон вирішила зробити кар'єру математика-дослідника, хоча увійти в цю галузь було дуже складно і для афроамериканців, і для жінок. Спочатку вона вчителювала. На сімейному зібранні у 1952 році родич зауважив, що Національний консультативний комітет з повітроплавання (NACA) наймає математиків. (Агентство НАСА замінило цей комітет у 1958 році). NACA наймав математиків, як афроамериканців, так і білошкірих, у відділ керування і навігації Меморіальної лабораторії повітроплавання Ленглі, що в Гемптоні, штат Вірджинія, неподалік бази Ленглі. Джонсон запросили на роботу в 1953 році. Вона погодилася і стала однією з перших людей у команді NASA.
За даними усної історії з архіву National Visionary Leadership Project:

Спочатку вона [Джонсон] працювала у групі жінок, що виконували математичні обчислення. Кетрін називала жінок у групі «комп'ютерами у спідницях». Їхньою основною роботою було зчитувати дані з чорних скриньок літактів і виконувати інші точні математичні завдання. Тоді одного дня Кетрін (і її колегу) тимчасово призначили допомагати групі дослідження польотів, що повністю складалася з чоловіків. Знання аналітичної геометрії допомогло Кетрін швидко знайти союзників серед чоловіків керівників і колег, настільки, що «вони забули повернути мене до групи». У той час, як скрізь були расові і гендерні бар'єри, Кетрін говорить, що ігнорувала їх. Кетрін була напористою, просила включати її у редакторські зустрічі (де раніше не бувало жінок). Вона просто говорила людям, що зробила роботу і мусить там бути.
Оригінальний текст (англ.)
At first she [Johnson] worked in a pool of women performing math calculations. Katherine has referred to the women in the pool as virtual "computers who wore skirts". Their main job was to read the data from the black boxes of planes and carry out other precise mathematical tasks. Then one day, Katherine (and a colleague) were temporarily assigned to help the all-male flight research team. Katherine's knowledge of analytic geometry helped make quick allies of male bosses and colleagues to the extent that, "they forgot to return me to the pool".  While the racial and gender barriers were always there, Katherine says she ignored them. Katherine was assertive, asking to be included in editorial meetings (where no women had gone before). She simply told people she had done the work and that she belonged.

З 1953 по 1958 роки Джонсон працювала «людиною-комп'ютером», аналізуючи такі теми, як пом'якшення поривів вітру у повітроплаванні. Спочатку її зарахували у Західний обчислювальний відділ під керівництво математика Дороті Вон, а пізніше перевели у підрозділ керівництва й контролю відділу дослідження польотів, де працювали інженерами білошкірі чоловіки. Відповідно до законів штату про расову сегрегацію і федеральної робочої сегрегації, введеної при президентові Вудро Вільсоні на початку 20-го століття, Джонсон та інші афроамериканки обчислювального відділу були зобов'язані працювати, їсти і користуватися вбиральнями окремо від своїх білошкірих колег. Їхній офіс був позначений як «кольорові обчислювачі». В інтерв'ю каналу WHRO-TV, Джонсон зазначила, що вона «не відчувала сегрегації в НАСА, тому що там всі проводили дослідження. У тебе є завдання і ти над ним працюєш, і тобі було важливо робити свою роботу … і грати в бридж на обідній перерві». Вона додала: «Я не відчувала ніякої сегрегації. Я знала, що вона є, але не відчувала її».
NACA розформував відділ кольорових обчислювачів у 1958 році, коли йому на зміну прийшов NASA, де введено в дію цифрові комп'ютери. Хоча споруду було десегреговано, форми дискримінації були все ще широко поширені. Джонсон пригадує ту епоху:
|                   | Нам, як жінкам, у той час треба було бути напористими — напористими й агресивними, — і рівень, до якої треба було такою бути, залежав від того, де ти була. Я мусила бути. У ранні часи НАСА жінкам не дозволялося ставити свої імена на звітах — імені жодної жінки з мого відділу не було на звіті. Я працювала з Тедом Скопінськи, він хотів залишити нас і перейти в Г'юстон … але Генрі Пірсон, наш начальник — він не любив жінок — все змушував його завершити звіт, над яким ми працювали. Кінець кінцем, Тед сказав йому: «Кетрін має завершити звіт, вона й так зробила більшу частину роботи». Тож Тед не залишив Пірсону вибору; я завершила звіт і на ньому було моє ім'я, і це було вперше, що ім'я жінки з нашого відділу з'явилося на чомусь. Оригінальний текст (англ.) We needed to be assertive as women in those days – assertive and aggressive – and the degree to which we had to be that way depended on where you were. I had to be. In the early days of NASA women were not allowed to put their names on the reports – no woman in my division had had her name on a report. I was working with Ted Skopinski and he wanted to leave and go to Houston ... but Henry Pearson, our supervisor – he was not a fan of women – kept pushing him to finish the report we were working on. Finally, Ted told him, "Katherine should finish the report, she's done most of the work anyway." So Ted left Pearson with no choice; I finished the report and my name went on it, and that was the first time a woman in our division had her name on something. |
| — Кетрін Джонсон, | |

З 1958 року і до виходу на пенсію в 1986 році Джонсон працювала аерокосмічним технологом, перемістившись у процесі в підрозділ управління космічними апаратами. Вона розрахувала траєкторію для космічного польоту Алана Шепарда, першого американця в космосі, 5 травня 1961 року. Вона також розраховувала стартове вікно для його місії Меркурій 1961 року. Вона побудувала резервне копіювання навігаційних діаграм для космонавтів у випадку електронних збоїв. Коли НАСА вперше використали електронно-обчислювальні машини для розрахунку орбіти Джона Гленна навколо Землі, керівництво попросило Джонсон перевірити дані, отримані з комп'ютера; Гленн просив, щоб це зробила саме вона, і відмовлявся летіти, якщо Джонсон не підтвердить правильність розрахунків. На Biography.com вказується, що це були «набагато більш складні розрахунки, з урахуванням тяжіння небесних тіл». Автор Марго Лі Шеттерлі зазначає, що «таким чином, астронавт, який став героєм, у той час, на все ще сегрегованому Півдні, розглядав цю чорношкіру жінку як одну з ключових частин перевірки, що його місія увінчається успіхом». Вона додає, що у той час, коли обчислення були «жіночою працею», а проектування — чоловічою, «це дійсно стосується того, що за весь цей час ми не цінували роботу, виконувану жінками, якою б необхідною вона не була, так, як мали б. І знадобилася історія, щоб глянути на це з такої точки зору».
Пізніше Джонсон працювала безпосередньо з цифрових комп'ютерами. Її здібності і репутація точності допомогли встановити довіру до нової технології. У 1961 році її робота допомогла забезпечити те, що капсулу Freedom 7 Алана Шепарда швидко знайшли після посадки, використовуючи точно побудовану траєкторію.
Вона також допомогла обчислити траєкторію польору Аполлон 11 на Місяць у 1969 році. Під час висадки на Місяць, Джонсон була на зустрічі в горах Поконо. Вона і ще кілька людей зібралися навколо невеличкого телеекрану, спостерігаючи перші кроки на Місяці. У 1970 році Джонсон працювала над місією Аполлон 13. Коли місію було перервано, її робота над резервними процедурами і графіками допомогла задати безпечний шлях повернення екіпажу на Землю, за рахунок створення однозіркової системи спостереження, що дозволила космонавтам точно визначити своє місце розташування. В інтерв'ю 2010 року Джонсон згадувала: «Всі були займалися тим, як вони дістануться туди. Ми переймалися тим, як їм дістатися назад». Пізніше Джонсон працювала у програмі Спейс Шаттл, над супутником Earth Resources Satellite, та планами польоту на Марс.. Її обчислення допомогли астронавтам наблизитися до зір і безпечно повернутися на Землю. 1986 року вийшла на пенсію .

## Особисте життя
У 1939 році Кетрін (тоді Колмен) одружилася з Джеймсом Френсісом Гоблом. У них народилися три дочки: Констанс, Джойлетт і Кетрін. У 1953 році родина переїхала у Ньюпорт-Ньюс услід за новою роботою. У 1956 році Джеймс Гобл помер від неоперабельної пухлини головного мозку.
Кетрін Гобл у 1959 році одружилася вдруге, з Джеймсом А. Джонсоном, другим лейтенантом армії і ветераном Корейської війни.
Кетрін Джонсон продовжувала свою кар'єру в НАСА. Вона співала в хорі пресвітеріанської церкви Карвер упродовж 50 років. З часів коледжу вона була членкинею сестринства Альфа-Каппа-Альфа, першого жіночого товариства, засноване афроамериканськими жінками. Джонсон і її чоловік мали шестеро онуків і 11 правнуків, жили у Гемптоні, штат Вірджинія. До своєї смерті вона продовжувала заохочувати своїх онуків і студентів до кар'єри в галузі науки і техніки.
Кетрін Джонсон померла у будинку для пенсіонерів у місті Ньюпорт-Ньюс 24 лютого 2020 року у віці 101 року.

## Спадщина і почесті

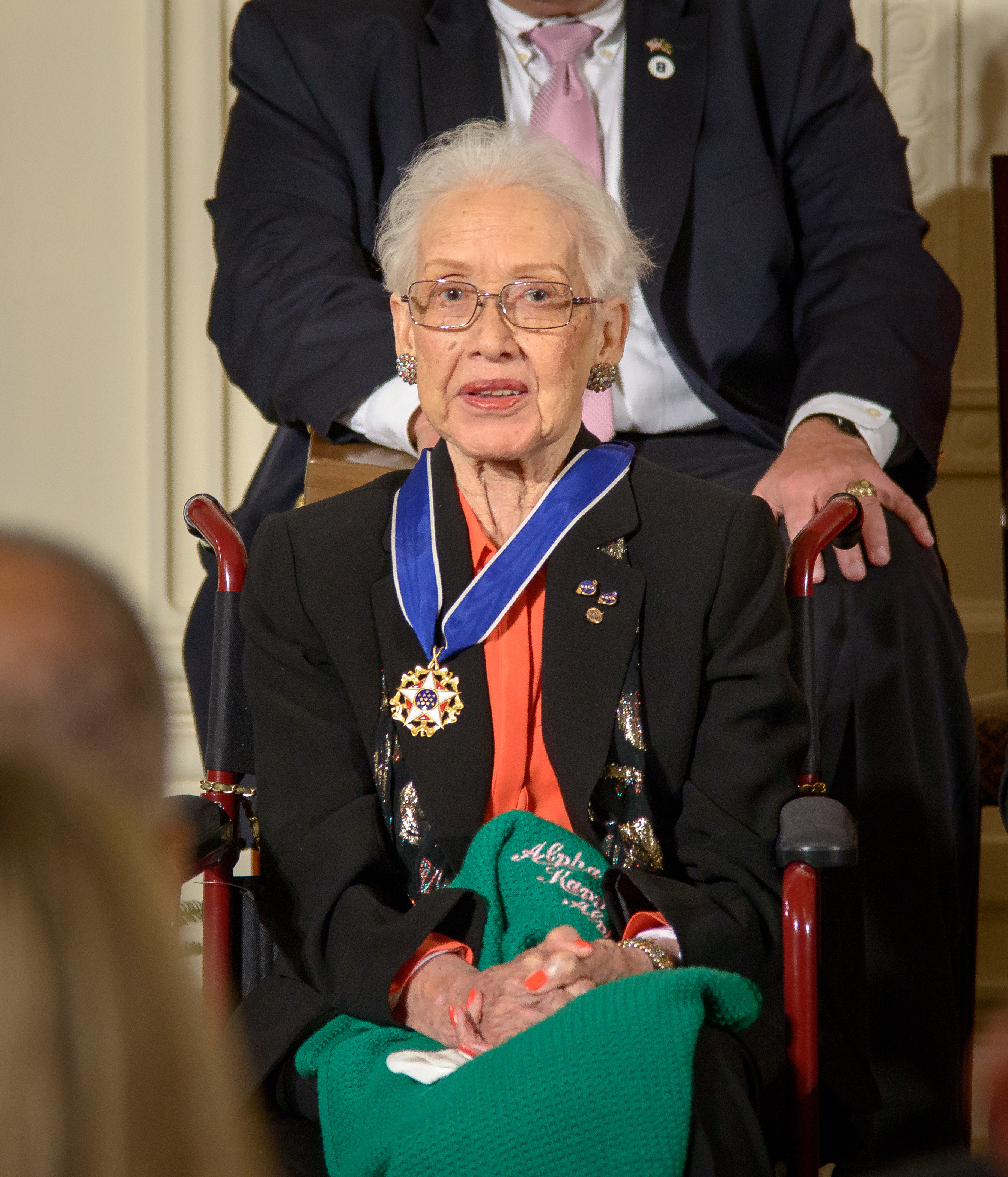
Під час вручення Президентської медалі Свободи, 2015 рік

Джонсон є співавторкою 26 наукових праць. Її соціальний вплив як піонера в галузі космічної науки і комп'ютерного обчислювання підтверджується отриманими відзнаками і її статусом рольової моделі для життя в науці. З 1979 року (і до того, як вона пішла з НАСА), Джонсон входила до списків афроамериканців у науці і техніці. У 1999 році вона отримала звання «Видатний випускник року» від Коледжу Західної Вірджинії. Президент США Барак Обама представив Джонсон до нагородження Президентською медаллю Свободи, вона була однією з 17 американців, які отримали цю медаль 24 листопада 2015 року. Її також називають першим прикладом афроамериканських жінок у STEM.
5 травня 2016 року у Дослідному центрі Ленглі в Гемптоні, штат Вірджинія, нову будівлю площею 3 700 м². було названо «Дослідно-обчислювальний центр імені Кетрін Г. Джонсон» на її честь. Об'єкт офіційно відкрив свої двері 22 вересня 2017 року. Джонсон взяла участь у цьому заході, який був також приурочений до 55-річчя історичного польоту і приземлення ракети космонавта Алана Шепарда, успіху якого Джонсон допомогла досягти. На церемонії, заступник директора Левін сказав про Джонсон: «Мільйони людей по всьому світу спостерігали за польотом Шепарда, але чого вони не знали у той момент, так це що розрахунки, завдяки яким він потрапив у космос і благополучно повернувся додому, робила сьогоднішня почесна гостя, Кетрін Джонсон». У ході заходу Джонсон також отримала нагороду «Срібний Снупі»; її часто називають нагородою космонавтів, а за визначенням НАСА вона вручається тим, «хто вніс видатний внесок у забезпечення безпеки польотів й успіху місії».
У 2016 році Джонсон включено у список «100 жінок» — список 100 найвпливовіших жінок у світі за версією Бі-бі-сі. НАСА заявило: «Її розрахунки виявилися такими ж важливими для успіху місячної програми Аполлон і початку програми Спейс Шаттл, якими вони були для тих перших кроків країни на шляху в космос».
Джонсон зображають у популярній культурі. Позитивні відгуки отримав фільм «Приховані фігури», що вийшов у грудні 2016 року і базується на однойменній книзі авторства Марго Лі Шеттерлі, опублікованій на початку року. У ньому йдеться про Джонсон та інших афроамериканських жінок-математиків (Мері Джексон і Дороті Вон), які працювали в НАСА. Роль Джонсон у фільмі грає Тараджі П. Генсон. Появу Кетрін Джонсон поряд із Генсон на 89-й церемонії вручення нагород Академії глядачі зустріли оваціями. В одному з ранніх інтерв'ю Джонсон так прокоментувала фільм: «Гарно зроблено. Три головні акторки проробили відмінну роботу, зображаючи нас». В епізоді серіалу «Поза часом» під назвою «Космічна гонка» (2016), роль Кетрін Джонсон грає Надін Елліс.
Університет штату Західна Вірджинія оголосив про плани заснувати на честь Джонсон стипендію в галузі STEM і поставити їй на кампусі пам'ятник у натуральну величину. 12 травня 2018 Коледж Вільяма і Мері удостоїв її званням почесного доктора.
У 2016 році наукова письменниця Мая Вайншток розробила прототип фігурок Лего серії «Жінки НАСА», серед яких мала бути і Джонсон, однак та відмовилася від того, щоб її подобу друкували на кінцевому продукті. У 2018 році компанія Mattel оголосила про ляльку Барбі в образі Джонсон, з посвідченням НАСА.

## Нагороди
- Премія за групове досягнення, вручена команді Lunar Spacecraft and Operations — за новаторську роботу в галузі навігації і підтримки космічного корабля, який облетів і наніс на карту Місяць під час підготовки до програми Аполлон[31]
- 1971, 1980, 1984, 1985, 1986: Нагорода за особливі досягнення від Дослідного центру Ленглі у НАСА[65]
- 1998, почесний доктора права від Коледжу Фармінгдейл штату Нью-Йорк[en][31][66]
- 1999, «Видатний випускник року» від Коледжу штату Західна Вірджинія[31][66]
- 2006, почесний доктор наук від Коледжу Капітол[en], Лорел, штат Меріленд[31][67]
- 2010, почесний доктор наук від Університету Олд Домініон[en], Норфолк, Вірджинія[68]
- 2014, De Pizan Honor від Національного музею історії жінок.[69]
- 2015, NCWIT Pioneer in Tech Award[70]
- 2015, Президентська медаллю Свободи[71]
- 2016, «Срібний Снупі» від Леланда Мелвіна[72]
- 2016, Премія Артура Б. К. Вокера-другого від Астрономічного товариства Тихого океану[73]
- 2016, президентська почесна докторська ступінь гуманних листів від Університету Західної Вірджинії, Моргантаун, Західна Вірджинія[74]
- 2017, Медаль пошани від Дочок американської революції (DAR)[75]
- 2017, названий на її честь «Дослідно-обчислювальний центр імені Кетрін Г. Джонсон» у Гемптоні, штат Вірджинія[76]
- 12 травня 2018, почесний доктора наук[en] від Коледжу Вільяма і Мері, Вільямсберг, Вірджинія.[77][78]

## Подальше читання
- Beverly Golemba, Human Computers: The Women in Aeronautical Research [Архівовано 29 Січня 2017 у Wayback Machine.], unpublished manuscript 1994, NASA Langley Archives.
- Zierdt-Warshaw, Linda; Winkler,, Alan; Bernstein, Leonard (2000). American Women in Technology: an encyclopedia. Santa Barbara, Calif.: ABC-CLIO. ISBN 1576070727. Архів оригіналу за 11 Вересня 2019. Процитовано 2 Січня 2019.{{cite book}}:  Обслуговування CS1: Сторінки з посиланнями на джерела із зайвою пунктуацією (посилання)
- Wini Warren, Black Women Scientists in the United States, Indiana University Press, 2000, pp. 140–147. ISBN 9780253336033.
- Brigham Narins, Notable Scientists: From 1900 to the Present, Gale Group, 2001, ISBN 9780787617547